# Alan Shearer
Alan Shearer, CBE (* 13. August 1970 in Newcastle upon Tyne, Tyne and Wear) ist ein ehemaliger englischer Fußballspieler und aktueller TV-Kommentator. Mit 260 Treffern ist Shearer Rekordtorschütze der Premier League und wurde dreimal englischer Torschützenkönig. Während seiner Laufbahn erreichte er einen Saisonschnitt von rund 25 Toren und zählte zu den besten Mittelstürmern der Welt. Shearer war für den FC Southampton, die Blackburn Rovers und Newcastle United aktiv und bestritt 63 Länderspiele für die englische Nationalmannschaft (30 Tore).
Shearer ist Mitglied der FIFA 100 sowie der Hall of Fame der Premier League.

## Jugend
Alan Shearer wurde am 13. August 1970 in der nordenglischen Stadt Newcastle upon Tyne geboren. Die Einwohner der Industrieregion Tyne and Wear werden in Großbritannien als Geordies bezeichnet und auch Shearer stammt aus einer Arbeiterfamilie. Vater Alan senior arbeitete in einer Blech-Fabrik und lebte mit seiner Frau und den beiden Kindern im Stadtteil Gosforth. Der junge Alan war zunächst Straßenfußballer, spielte dann für die Schulmannschaft und schließlich für den lokalen Amateurverein Wallsend Boys Club. Schon als Kind war er Fan von Newcastle United und schwärmte besonders für den englischen Nationalspieler Kevin Keegan. Während eines Probetrainings bei seinem Lieblingsklub präsentierte sich Shearer ausschließlich als Torwart und wurde abgelehnt. Stattdessen war ein Talentscout des FC Southampton auf den jugendlichen Shearer aufmerksam geworden und holte ihn im April 1986 in deren Nachwuchsabteilung. Damit verließ der 15-Jährige seine nordenglische Heimat und zog nach Southampton an die Südküste (Hampshire). Die kommenden beiden Jahre spielte Shearer für die Nachwuchsmannschaften der Saints.

## Vereinskarriere

### FC Southampton
Nach zwei Jahren als Jugendspieler rückte Shearer in den Profikader auf und debütierte am 26. März 1988 gegen den FC Chelsea. Zwei Wochen später spielte er sich beim 4:2-Heimsieg über den FC Arsenal mit einem Hattrick ins Rampenlicht. Denn mit 17 Jahren und 240 Tagen war Shearer der jüngste Spieler, dem dies in der höchsten englischen Spielklasse gelungen war und er hatte den 30 Jahre alten Rekord von Jimmy Greaves eingestellt. Trotz dieses vielversprechenden Karrierestarts schaffte es Shearer nicht zum Stammspieler. Er kam in der Folgesaison 1988/89 nur zehnmal zum Einsatz und blieb ohne Torerfolg.
Der FC Southampton war ein Klub aus dem Mittelfeld der First Division und setzte konsequent auf die eigenen Nachwuchsspieler. Während der Saison 1989/90 konnte sich Shearer als etatmäßiger Mittelstürmer etablieren. Mit seiner kämpferischen Spielweise behauptete er viele Bälle und schaffte Räume für die Flügelspieler Rod Wallace (rechts) und Matt Le Tissier (links). Seine eigene Trefferquote war allerdings mit sieben Ligatoren in zwei Jahren bescheiden. Trotzdem zählte er zu den Publikumslieblingen in The Dell und die Fans der Saints wählten ihn 1991 zum Player of the Year. Der endgültige sportliche Durchbruch sollte Shearer in seiner letzten Spielzeit (1991/92) gelingen. Der neue Trainer Ian Branfoot änderte das bisherige Spielsystem und setzte auf Iain Dowie als zweiten zentralen Stürmer neben Shearer. Nach Umstellung der taktischen Ausrichtung wurde Shearer mit 13 Toren in 41 Liga-Einsätzen bester Torschütze seiner Mannschaft und schaffte den Sprung zum Nationalspieler. Allerdings stagnierte die sportliche Entwicklung des FC Southampton, der lange gegen Abstieg kämpfte und lediglich den 16. Tabellenplatz belegte. Daher entschloss sich Shearer im Sommer 1992 zu einem Vereinswechsel.

### Blackburn Rovers
Shearer entschied sich gegen ein Vertragsangebot von Manchester United. Stattdessen wechselte er am 27. Juli 1992 für die englische Rekordablöse von 3,6 Millionen £ zu den Blackburn Rovers. Der örtliche Stahlmagnat Jack Walker unterstützte den Klub großzügig und hatte Kenny Dalglish als Trainer verpflichten können. 1992/93 ging die neu gegründete Premier League in ihre erste Spielzeit und Shearer erwies sich sofort als der erhoffte Torjäger. In 21 Spielen hatte er 16-mal getroffen, bis er sich am Boxing Day gegen Leeds United (26. Dezember 1992) einen Kreuzbandriss zuzog und den Rest der Saison verletzungsbedingt ausfiel. Trotz dieser Pause wurde Shearer erstmalig in das PFA Team of the Year gewählt. Zu Beginn der Saison 1993/94 kehrte Shearer in die Mannschaft zurück und fand schnell wieder zu alter Form. Seine Spielweise war schnörkellos, pragmatisch und zeichnete sich dadurch aus, dass er stets den direkten Torabschluss suchte. Dabei war Shearer kein bloßer Vollstrecker, der auf seine Chancen wartete, sondern mit einem harten und präzisen Schuss ausgestattet, strahlte er auch außerhalb des Strafraums Torgefahr aus. Trotz seiner verhältnismäßig geringen Körpergröße überzeugte er auch als Kopfballspieler. Mit 31 Treffern zeichnete sich Shearer fast für die Hälfte von Blackburns Saisontoren verantwortlich und hatte großen Anteil an der Vizemeisterschaft. Für seine Leistungen wählten ihn die heimischen Fußballjournalisten (Football Writers’ Association) zu Englands Fußballer des Jahres.
Trainer Dalglish hatte die Rovers mit klugen Transfers (u. a. Tim Flowers, Stuart Ripley, Graeme Le Saux, Henning Berg) zu einem Spitzenteam geformt, das sich zum größten Herausforderer von Manchester United aufschwingen konnte. Die rasante sportliche Entwicklung gipfelte in der historischen Spielzeit 1994/95 und Walkers Investitionen in den Klub wurden mit der ersten englischen Meisterschaft seit 1914 belohnt. Blackburn etablierte sich von Beginn an in der Spitzengruppe und übernahm am 14. Spieltag erstmals die Tabellenführung. Da die Mannschaft im FA Cup, League Cup und dem UEFA-Pokal frühzeitig scheiterte, lag der Fokus bald ausschließlich auf der Premier League. Nach einem dramatischen Saisonfinale gewannen die Rovers am letzten Spieltag mit einem Punkt Vorsprung den Meistertitel. Garant des sportlichen Erfolgs war das Sturmduo bestehend aus Alan Shearer und Chris Sutton, die zusammen 49 der 80 Saisontore erzielten. Mit dem neu zu den Rovers gestoßenen Sutton bildete er auf Anhieb eine kongeniale Partnerschaft, die fortan als „SAS“ („Sutton and Shearer“) in den Medien große Bekanntheit erlangte. Die Abkürzung SAS steht eigentlich für Special Air Service, eine Spezialeinheit der British Army. Shearer befand sich auf dem Höhepunkt seiner Karriere und übertraf mit 34 Toren in 42 Spielen seine Leistung des Vorjahres. Hinzu kamen 13 Torvorlagen. Shearer hatte mit Andy Cole gleichgezogen, dem im Vorjahr ebenfalls 34 Saisontreffer gelungen waren und die Rekordmarke sollte erst 2023 durch Erling Haaland mit 36 Toren überboten werden.

„Seine Schussgenauigkeit, sein Kopfballspiel und seine Laufwege waren genial. Aber das wäre alles nicht zum Vorschein gekommen, wenn er nicht so klar im Kopf gewesen wäre. Er hat niemals an sich gezweifelt und war sich vor jedem Spiel sicher, dass er treffen wird. Mit diesem Vertrauen in seine eigene Stärke war er ein super Vorbild für alle anderen.“

Shearer konnte seinen Titel als Torschützenkönig verteidigen und erhielt die Auszeichnungen als Premier League Player of the Season sowie Englands Fußballer des Jahres, verliehen von der Profifußballer-Gewerkschaft (PFA). Obwohl er zu einem der größten Fußballstars in England aufgestiegen war, trat Shearer abseits des Platzes beschieden auf und die Tageszeitung The Guardian bezeichnete ihn als typischen „working class hero.“ Im Mai 1995 unterschrieb er einen Acht-Jahres-Vertrag mit dem englischen Sportartikelhersteller Umbro, der ihm 2,5 Millionen £ einbrachte und zu einem der wichtigsten Werbeträger des Unternehmens machte. Zwei Jahre später nahm ihn der Getränkehersteller Lucozade ebenfalls unter Vertrag und Shearer erhielt dafür 1,5 Millionen £.
Nach dem Triumph begann Blackburns schleichender Niedergang. Trainer Dalglish wechselte ins Management und sein bisheriger Assistent Ray Harford ersetzte ihn. Unter Harford misslang den formschwachen Rovers der Saisonstart. Sie verloren die Partie um den FA Community Shield (0:1 gegen den FC Everton) und schieden aus der UEFA Champions League wenig überzeugend nach der Gruppenphase aus (1 Sieg, 1 Unentschieden, 4 Niederlagen). In der Premier League rutschten sie zwischenzeitlich in die untere Tabellenhälfte und beendeten die Saison 1995/96 schließlich als Siebter. Zwar hatte Shearer bei seiner Premiere in der Königsklasse nur ein Tor erzielt, blieb aber in der Liga auf konstant hohem Niveau und treffsicher. Ihm gelangen fünf Hattricks und als erster Spieler erreichte Shearer am 30. Dezember 1995 die Marke von 100 Premier-League-Toren. Trotz des Abwärtstrends seines Klubs verteidigte er mit 31 Saisontreffern die Torjägerkanone und hatte damit dreimal in Folge mehr als 30 Tore erzielt.
Shearer verließ die Blackburn Rovers als bester Torschütze der Vereinsgeschichte (123 Tore in 162 Pflichtspielen). Allein in der Premier League hat er in 138 Einsätzen 112-mal getroffen.

### Newcastle United

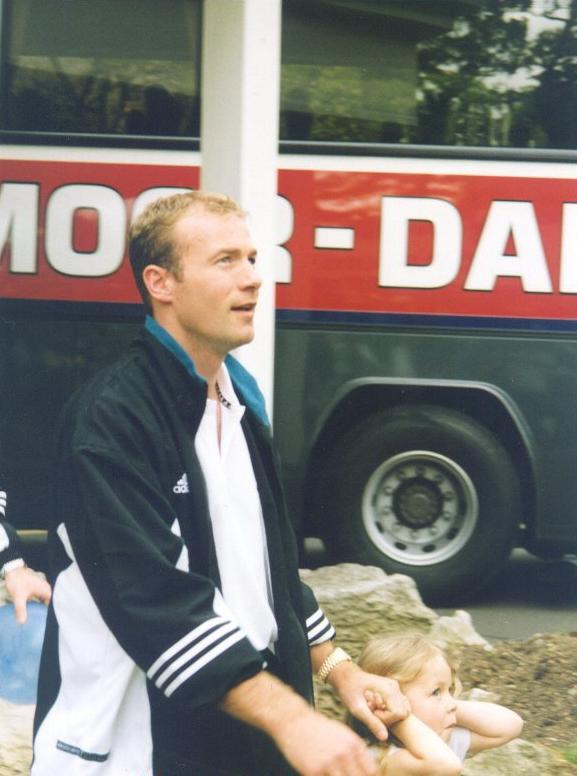
Shearer nach dem FA-Cupfinale 1998

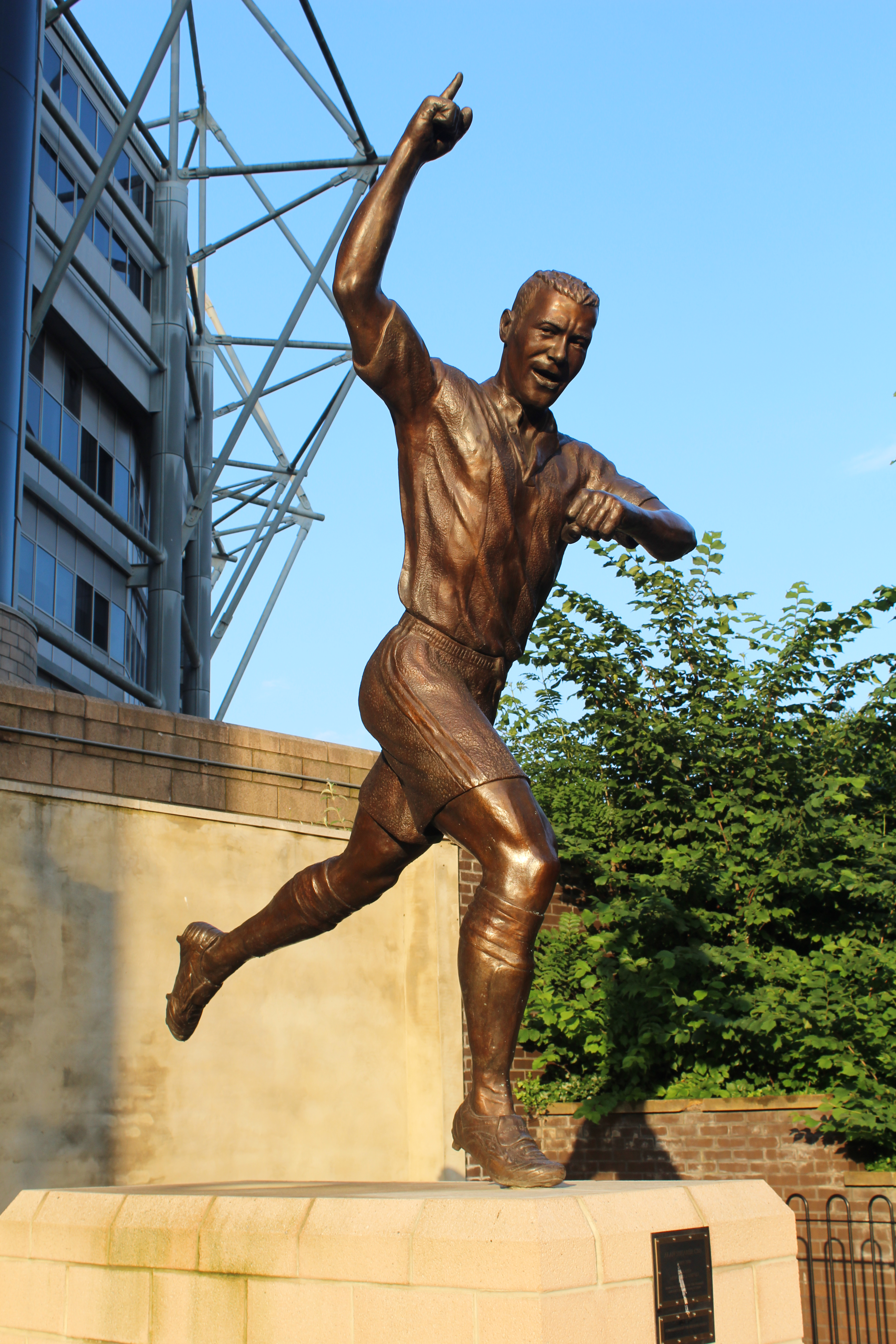
Die Bronzestatue vor dem St. James’ Park zeigt Shearer in seiner typischen Jubelpose

Nach der Europameisterschaft 1996 buhlten internationale Spitzenklubs wie Real Madrid, der FC Barcelona und erneut Manchester United um Shearer, der sich allerdings für einen Transfer zu Newcastle United entschied. Damit erteilte er Manchesters Erfolgstrainer Alex Ferguson eine neuerliche Absage und wechselte zu dem Klub, den er bereits in seiner Kindheit unterstützt hatte. Hinzu kam, dass Jack Walker nicht bereit war, Shearer an die dominierenden Red Devils aus der unmittelbaren Nachbarschaft abzugeben. Newcastle zahlte die damalige Rekordablöse von 15 Millionen £ und machte Shearer zum teuersten Fußballer der Welt. Der Transfer manifestierte den wirtschaftlichen Aufstieg der Premier-League-Klubs infolge der Einführung des lukrativen Pay-TV (Sky Sports) und einer erfolgreichen Marketingstrategie. Mit einem Wochengehalt von 34.000 £ war er zeitweise der am besten bezahlte Profi Englands. Am Tag seiner offiziellen Präsentation (30. Juli 1996) begrüßten etwa 20.000 Fans den Neuzugang am St. James’ Park.

„Man hört oder liest oft von Spielern, die nach einem Wechsel von ihrem Preisschild erdrückt werden und damit zu kämpfen haben, diesem gerecht zu werden, aber obwohl es sich wie eine lächerliche, obszöne Summe anfühlte, die ein Verein für mich (oder für irgendjemanden) ausgibt, war es keine Last. Ich fühlte mich dadurch extrem stolz, aufgeregt, besonders und überglücklich. Um die Wahrheit zu sagen, ich habe es absolut geliebt.“

„Als die Spekulationen 1996 den Siedepunkt erreichten - geht er zu Manchester United oder zu Newcastle? -, da habe ich mir gedacht: wenn England wirklich einmal den perfekten Stürmer haben will, dann hätte er ins Ausland gehen müssen. Das hätte sein Spiel auf ein ganz anderes Niveau gehoben.“

Mit der Rückkehr in seine Heimatstadt erfüllte sich für Shearer ein Traum, der sogar von seinem Idol Kevin Keegan trainiert wurde. Keegan ließ einen offensiven Fußball spielen und die Magpies avancierten zu einem ernsthaften Titelanwärter, die zu Manchesters größten Herausforderern zählten. Shearer übernahm die Rückennummer 9 und beanspruchte von Beginn an die Rolle des Schlüsselspielers im Angriff. Die bisherigen Offensivstars David Ginola und Les Ferdinand ordneten sich dem neuen Mittelstürmer unter, der seine enormen Torjägerqualitäten auf Anhieb bestätigte. In 31 Einsätzen traf Shearer 25-mal und wurde zum dritten Mal in Folge englischer Torschützenkönig. „Juniorpartner“ Ferdinand steuerte 16 Tore bei und gemeinsam brachte es das Sturmduo auf 41 Ligatreffer. Am Jahresende 1996 belegte Shearer sowohl bei der Wahl zu Europas Fußballer des Jahres als auch zum FIFA-Weltfußballer jeweils den dritten Platz. Im Januar 1997 ersetzte Kenny Dalglish den entlassenen Keegan und am Saisonende 1996/97 wurde Newcastle mit sieben Punkten Rückstand Vizemeister. Die Profifußballer-Gewerkschaft PFA würdigte Shearers Saisonleistung mit der Wahl zu Englands Fußballer des Jahres. Während der Vorbereitung auf die Saison 1997/98 erlitt Shearer eine komplizierte Sprunggelenkfraktur, die ihn mehrere Monate außer Gefecht setzte. Erst im Januar 1998 kehrte er in die Mannschaft zurück und konnte in 17 Einsätzen lediglich zwei Tore erzielen. Ohne ihren Goalgetter stürzte Newcastle in der Premier League auf Platz 13 ab. Ein Foul Shearers in der Partie gegen Leicester City, als er Neil Lennon in einem Zweikampf gegen den Kopf trat, sorgte für kontroverse Diskussionen. Graham Kelly, ehemaliger Geschäftsführer der Football Association (FA), schreibt in seiner Autobiografie, Shearer habe im Falle einer Bestrafung mit seinem sofortigen Rücktritt aus der Nationalmannschaft gedroht. Dieser Aussage widersprach der Stürmer; die Angelegenheit blieb folgenlos. Während Shearer in der Liga mit Ladehemmungen kämpfte, führte er sein Team mit fünf Toren in sechs Spielen ins FA-Cupfinale 1998. Dort unterlagen sie dem FC Arsenal mit 0:2.
Zur Saison 1998/99 übernahm Shearer das Kapitänsamt und Ruud Gullit ersetzte Dalglish. Doch auch unter dem neuen Trainer blieben die Leistungen wenig konstant und Newcastle belegte am Saisonende wieder nur einen unbefriedigenden 13. Platz. Im Europapokal der Pokalsieger schieden sie bereits nach der 1. Runde aus, erreichten 1999 jedoch wieder das FA-Cupfinale. Gegen den späteren Triple-Sieger Manchester United waren sie chancenlos und verloren die Partie im Wembley-Stadion mit 0:2. Obwohl Shearer bislang keinen Titel mit den Magpies gewinnen konnte, verlängerte er am 20. Juli 1999 seinen Vertrag vorzeitig um drei weitere Jahre bis 2004. Damit stieg er endgültig zur Klub-Ikone auf und sein Gehalt erhöhte sich auf 40.000 £ pro Woche. Nach einem Fehlstart in die Saison 1999/2000 verschlechterte sich das Verhältnis zwischen Shearer und dem eigenwilligen Gullit. Der Machtkampf gipfelte am 5. Spieltag, als der Trainer seinen Kapitän ausgerechnet im wichtigen Derby gegen den AFC Sunderland (1:2) auf die Reservebank verbannte und erst zur 72. Spielminute einwechselte. Drei Tage nach der Niederlage trat Gullit zurück und wurde durch Bobby Robson ersetzt, einen der renommiertesten Trainer Englands. Unter Robson feierte der NUFC durch ein beachtliches 8:0 über Sheffield Wednesday den ersten Saisonsieg und Shearer traf in der Partie fünfmal. „Big Al“ fand zu alter Stärke zurück (23 Saisontore) und bildete gemeinsam mit dem rehabilitierten Routinier Rob Lee die zentrale Achse der Mannschaft. Newcastle zählte zwar zu den torgefährlichsten Teams der Premier League, beendete die Spielzeit trotzdem nur im Mittelmaß (11. Platz). Die erhoffte sportliche Trendwende stagnierte zunächst auch unter Robson und der Klub wurde in der Folgesaison 2000/01 erneut Elfter. Shearer war aus der Nationalmannschaft zurückgetreten, um sich auf den Vereinsfußball zu konzentrieren, brachte es verletzungsbedingt allerdings nur auf 19 Einsätze (5 Tore). Nachdem Robson den Kader nach seinen Vorstellungen zusammengestellt hatte, schlossen die Magpies nach vier Jahren im Niemandsland 2001/02 wieder zur Spitzengruppe der Premier League auf. Hungrige Spieler wie Kieron Dyer, Jermaine Jenas, Laurent Robert oder Craig Bellamy waren zur Mannschaft gestoßen. Unbestrittener Fixpunkt war Shearer und obwohl er mittlerweile von seiner Dynamik und Explosivität eingebüßt hatte, blieb er weiterhin enorm torgefährlich. Mit 23 Toren schoss er Newcastle auf den 4. Platz, der zur Champions-League-Qualifikation berechtigte.
Erstmals seit fünf Jahren trat Shearer mit seinem Klub 2002/03 wieder in der Königsklasse an. Dabei vollbrachte Newcastle eine bemerkenswerte Leistung, da man sich nach drei Niederlagen zu Beginn der Gruppenphase doch noch für die Zwischenrunde qualifizierte. Nach einer Zwei-Spiele-Sperre erzielte Shearer gegen Bayer 04 Leverkusen (3:1) einen Hattrick sowie einen Doppelpack gegen Inter Mailand (2:2), konnte aber das Ausscheiden letztlich nicht verhindern. In der heimischen Liga setzte Shearer am 23. November 2002 eine weitere Rekordmarke, als ihm bei der 3:5-Niederlage gegen Manchester United sein 100.-Premier League-Treffer für Newcastle gelang. Er ist damit der bislang einzige Spieler, dem dies für zwei Klubs gelungen ist. Die Magpies hielten das Titelrennen bis zum Frühjahr 2003 offen und wurden am Saisonende schließlich Dritter. Shearer hatte sich gewohnt treffsicher präsentiert und in 35 Einsätzen 17-mal getroffen.
Der Routinier ging 2003/04 in seine achte Newcastle-Spielzeit und verlängerte seinen auslaufenden Vertrag um ein weiteres Jahr bis 2005. Die Saison begann mit einer Enttäuschung, da man die Champions-League-Qualifikation gegen Partizan Belgrad überraschend verpasste und im UEFA-Pokal antreten musste. In diesem Wettbewerb erreichten sie das Halbfinale, scheiterten dort allerdings an Olympique Marseille (0:0; 0:2). Mit sechs Toren hatte Shearer maßgeblichen Anteil daran. Das Angriffsspiel der Magpies war nach wie vor vollständig auf Shearer zugeschnitten, der auch im fortgeschrittenen Alter von 33 Jahren seine Fähigkeiten als Torjäger unter Beweis stellte (22 Saisontore) und nur der französische Ausnahmestürmer Thierry Henry war mit 30 Toren erfolgreicher. Newcastle United schloss die Saison als Tabellenfünfter, außerhalb der Champions-League-Ränge, ab. Anschließend ging Shearer in seine vermeintlich letzte Profi-Spielzeit (2004/05), die nach einem Fehlstart den Rücktritt von Trainer Robson am 30. August 2004 zur Folge hatte. Nachfolger wurde Graeme Souness. Die Mannschaft bildete keine Einheit, sondern schwierige Spielerpersönlichkeiten wie Lee Bowyer oder Craig Bellamy waren anhaltende Unruheherde, weshalb Newcastle in der Premier League auf den 14. Tabellenplatz abstürzte. Sogar Kapitän Shearer zeigte durchwachsene Leistungen und blieb ab dem 25. Spieltag torlos. Seine Ausbeute war mit 7 Toren lediglich einstellig und auch Neuzugang Patrick Kluivert, der ihm als Torjäger nachfolgen sollte, blieb deutlich hinter den Erwartungen. Wesentlich treffsicherer hingegen präsentierte sich Shearer im UEFA-Pokal und gewann mit 11 Toren in 9 Einsätzen die Auszeichnung als Torschützenkönig. Wiederum reichte es nicht für einen Titel und Newcastle scheiterte im Viertelfinale an Sporting Lissabon (1:0; 1:4).
Obwohl Shearer seinen Rücktritt bereits angekündigt hatte, ließ er sich von Trainer Souness und Präsident Freddy Shepherd zu einer weiteren Saison überreden. Zusätzlich übernahm er die Rolle als Assistenztrainer und sollte mit seinem designierten Nachfolger Michael Owen, der für 16,8 Millionen £ von Real Madrid verpflichtet worden war, das Angriffsduo bilden. Allerdings verletzte sich Owen frühzeitig und Shearer füllte auch in der Saison 2005/06 die Rolle als wichtigster Torjäger aus (10 Tore in 32 Einsätzen). In der Partie gegen den FC Portsmouth (4. Februar 2006) erzielte er seinen 201. Treffer für die Magpies. Damit stellte er den damals 49 Jahre gültigen Torrekord von Jackie Milburn ein und wurde selbst Newcasltes Rekordtorschütze. Drei Spieltage vor Saisonende (17. April 2006) zog sich Shearer beim 4:1-Sieg über den FC Sunderland einen Bänderriss im linken Knie zu, als er bei seinem 206. Pflichtspieltor unglücklich mit einem Gegenspieler kollidierte. Shearer musste zur 71. Spielminute ausgewechselt werden und verkündete aufgrund der Verletzung am 22. April 2006 sein endgültiges Karriereende. „Für mich ist es zu Ende, ich habe großartige Erinnerungen. Es ist schade, dass ich die letzten Spiele nicht mehr machen kann, aber ich beschwere mich nicht“, erklärte der Stürmer.
In zehn Jahren hat Shearer für Newcastle United insgesamt 405 Pflichtspiele bestritten und dabei 206-mal getroffen. Mit 260 Toren ist er aktuell Rekordtorschütze der Premier League.

### Abschied

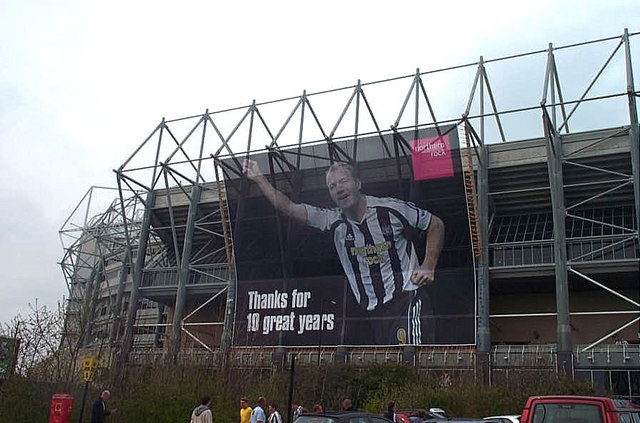
Banner am St. James’ Park zu Shearers Karriereende

Am 11. Mai 2006 kam Shearer im ausverkauften St. James’ Park (52.275 Zuschauer) zu seinem persönlichen Abschiedsspiel, das der Fernsehsender ITV live übertrug. Dabei traf Newcastle United auf den schottischen Spitzenklub Celtic Glasgow und Gastspieler wie Les Ferdinand, Gary Speed und Rob Lee ergänzten die Magpies. Der verletzte Shearer konnte an der Partie nicht teilnehmen und nahm lediglich den Anstoß vor. Nach seiner Einwechselung verwandelte er in der 93. Spielminute einen Elfmeter zum 3:2-Endstand. Anschließend verabschiedete er sich mit seiner Familie in einer Ehrenrunde vom Publikum.
Die Einnahmen in Höhe von 1,6 Millionen £ wurden sowohl der Kinderrechtsorganisation NSPCC (National Society for the Prevention of Cruelty to Children), deren Schirmherr Shearer ist, als auch der Bobby-Moore-Stiftung zur Verfügung gestellt.

## Nationalmannschaft
Zwischen 1990 und 1992 bestritt Shearer insgesamt elf Partien für die englische U-21 Nationalmannschaft und erzielte dabei 13 Tore. Beim Turnier von Toulon war Shearer der überragende Spieler des Nachwuchsturniers und führte die Young Three Lions mit sieben Toren zum Sieg. Im Endspiel am 3. Juni 1991 konnte Frankreich mit 1:0 bezwungen werden.
Durch seine Trefferquote in der U-21 und nach guten Leistungen im Verein, war Graham Taylor, Trainer der A-Nationalmannschaft, auf Shearer aufmerksam geworden und verschaffte ihm am 19. Februar 1992 sein Länderspieldebüt. Beim 2:0-Sieg über Frankreich erzielte Shearer in der 43. Minute den Führungstreffer. Wenige Monate später stand er im Aufgebot für die Europameisterschaft 1992. Die Mannschaft spielte wenig ansehnlichen „Kick and Rush“ und belegte den letzten Platz der Gruppe 1. Shearer war nur beim torlosen Remis gegen Frankreich zum Einsatz gekommen. Erst nach dem Turnier entwickelte sich Shearer zum Stammspieler der Three Lions und galt als Nachfolger des zurückgetretenen Stürmers Gary Lineker. Allerdings konnte er in der folgenden WM-Qualifikation verletzungsbedingt nur zwei Spiele absolvieren und England verpasste die Teilnahme an der WM 1994.
Anschließend übernahm Terry Venables das Amt als Nationaltrainer und begann mit der Vorbereitung auf die Euro 1996 im eigenen Land. Obwohl Shearer in elf Partien ohne Treffer blieb, setzte Venables bedingungslos auf den Stürmer und sprach ihm eine Stammplatzgarantie aus. Trotzdem war der öffentliche Druck auf Shearer vor Turnierbeginn enorm, da die Torerfolge der Three Lions maßgeblich von ihm abhingen. Im ersten Gruppenspiel gegen die Schweiz (1:1) beendete Shearer nach 20 Spielminuten seine Torflaute und auch im Prestigeduell mit Schottland (2:0) besorgte er nach einer Flanke von Gary Neville den Führungstreffer per Kopf. Der Sieg löste eine Welle der Euphorie in England aus und die Mannschaft zeigte gegen die Niederlande (4:1) eine herausragende Leistung. Jeweils zwei Tore von Shearer und seines Sturmpartners Teddy Sheringham sorgten für den überraschend deutlichen Sieg und die Presse sprach – ironisch auf den Gegner verweisend – von „totalem Fußball.“ Mittlerweile galten die Engländer als Turnierfavoriten und der formstarke Shearer war zum Hoffnungsträger avanciert. Im Viertelfinale schlugen sie Spanien nach einem 0:0 im Elfmeterschießen und erreichten das Halbfinale. Dort kam es am 26. Juni 1996 im Wembley-Stadion zum Duell mit Deutschland und Shearer köpfte seine Mannschaft nach drei Minuten in Führung. Die packende Partie endete 1:1 nach Verlängerung und Deutschland setzte sich nach einem verschossenen Elfmeter von Gareth Southgate durch. Mit fünf Treffern war Shearer Torschützenkönig und wurde gemeinsam mit Paul Gascoigne ins UEFA-All-Star-Team berufen.
Vor Beginn der WM-Qualifikation machte ihn der neue Nationaltrainer Glenn Hoddle zum Mannschaftskapitän. In fünf Qualifikationsspielen hatte Shearer fünfmal getroffen, bevor ihn eine schwere Verletzung stoppte. England nahm 1998 erstmals seit acht Jahren wieder an einem WM-Turnier teil und zählte zum erweiterten Favoritenkreis, konnte die Erwartungen jedoch nur teilweise rechtfertigen. Im Auftaktspiel der Gruppe G erzielte Shearer beim 2:0-Sieg über Tunesien ein Tor, blieb in den folgenden beiden Partien jedoch torlos. Die Engländer trafen im Achtelfinale auf Argentinien. Shearer bildete mit Shootingstar Michael Owen das Angriffsduo und besorgte mit seinem zweiten Turniertor per Elfmeter nach zehn Minuten den 1:1-Ausgleich. Als es nach Verlängerung 2:2 stand, fiel die Entscheidung im Elfmeterschießen zugunsten Argentiniens und England schied aus.
Nach der WM startete England schlecht in die Qualifikationsspiele für die bevorstehende Euro 2000. Als schließlich Hoddle seinen Rückzug bekanntgab, wurde mit Kevin Keegan Shearers ehemaliger Newcastle-Trainer zum Nachfolger bestimmt. Keegan stärkte seinen ehemaligen Zögling in der Rolle als Kapitän und am 4. September 1999 gelang ihm beim 6:0-Sieg über Luxemburg sein einziger Hattrick in der Nationalmannschaft. England setzte sich in den Relegationsspielen nur knapp gegen den Erzrivalen Schottland durch (0:1; 2:0), woraufhin Shearer – noch vor seinem 30. Geburtstag – den Rückzug aus der Nationalmannschaft nach Ablauf der EM ankündigte. 2000 ging Shearer in seine dritte Europameisterschaft und bestritt sein letztes internationales Turnier. Die Three Lions starteten mit einer 2:3-Niederlage gegen Portugal, revanchierten sich allerdings im zweiten Gruppenspiel gegen Deutschland (1:0). Torschütze Shearer war der Matchwinner und verschaffte England den ersten Sieg über den Angstgegner seit 34 Jahren. In der entscheidenden Partie gegen Rumänien verloren die Engländer überraschend mit 2:3 und schieden als Gruppendritter aus. Das Spiel am 20. Juni 2000 war somit Shearers letztes Länderspiel; er hatte zum zwischenzeitlichen 1:1 einen Foulelfmeter verwandelt. 
In 63 Länderspielen hat Shearer 30-mal getroffen und ist damit aktuell sechstbester Torschütze der englischen Nationalmannschaft. Trotz wiederkehrender Bitten aus den englischen Medien und dem Umfeld der Nationalmannschaft kehrte Shearer nicht auf die internationale Bühne zurück und bestand darauf, sich in den letzten Karrierejahren auf den Vereinsfußball zu fokussieren.

## Nach der aktiven Laufbahn
Unmittelbar nach seinem Rücktritt kursierten Spekulationen darüber, ob die Vereinslegende eine Trainer- oder Managerlaufbahn bei Newcastle anstrebe. Shearer lehnte dies mit dem Hinweis ab, er wolle in den folgenden Jahren erst einmal „das Leben genießen“ und übernahm lediglich einen Posten als Klubbotschafter.
Während der WM 2006 in Deutschland trat Shearer als Fernsehexperte für die BBC auf. Seine Empfehlung an Englands Stürmer Wayne Rooney, nach dessen Platzverweis im Viertelfinale gegen Portugal seinen Vereinskameraden Cristiano Ronaldo bei der Rückkehr nach Manchester zu „traktieren“, wurde in der Öffentlichkeit stark kritisiert. Nach dem Turnier lehnte er das Angebot des neuen englischen Nationaltrainers Steve McClaren ab, in dessen Stab als Assistent der Three Lions einzutreten.
Seit 2006 arbeitet Shearer als TV-Experte für die BBC-Sendung Match of the Day, die von Gary Lineker moderiert wird. Sein Jahresgehalt liegt bei 450.000 £ (2023).
Am 1. April 2009 gab Newcastle United bekannt, dass Shearer für die letzten acht Spiele der Saison 2008/09 als Trainer aushelfen sollte, da sich sein Vorgänger Joe Kinnear einer Herzoperation unterziehen musste.

## Familie
Alan Shearer ist seit dem 8. Juni 1991 mit seiner Jugendliebe Lainya verheiratet. Das Paar hat drei Kinder: Chloe (* 1991), Hollie (* 1995) und Will (* 2001). Die Familie lebt in Darras Hall (Northumberland), einer exklusiven Wohngegend nördlich von Newcastle.

## Erfolge und Auszeichnungen

### Titel
- Englischer Meister: 1994/95

### Auszeichnungen
- Englands Fußballer des Jahres (3): 1994 (FWA), 1995, 1997 (PFA)
- Premier League Player of the Season: 1994/95
- Europas Fußballer des Jahres: 1996 (Dritter)[71]
- FIFA-Weltfußballer des Jahres: 1996 (Dritter)[72]
- PFA Team of the Year (7): 1991/92, 1992/93, 1993/94, 1994/95, 1995/96, 1996/97, 2002/03
- Premier League Player of the Month (4): Nov. 1994, Sept. 1998, Dez. 2002, Okt. 2003
- Torschützenkönig der Premier League (3): 1994/95 (34 Tore), 1995/96 (31 Tore), 1996/97 (25 Tore)
- Torschützenkönig der Europameisterschaft 1996: 5 Tore
- Torschützenkönig UEFA-Pokal: 2004/05 (11 Tore)
- Torschützenkönig Turnier von Toulon: 1991 (7 Tore)
- UEFA Euro 1996 All-Star-Team[73]
- Mitglied der FIFA 100 (2004)
- Mitglied der English Football Hall of Fame
- Mitglied der Premier League Hall of Fame (2021)[74]

### Ehrungen
- Freedom of the City in Newcastle upon Tyne (2000)
- Order of the British Empire, OBE (2001)
- Ehrendoktor der Northumbria University (2006)
- Deputy Lieutenant von Northumberland (2009)
- Commander of the British Empire, CBE (2016)[75]

## Saisonstatistik
| Verein           | Liga            | Saison          | Liga   | Liga | FA Cup | FA Cup | Ligapokal | Ligapokal | Europapokal | Europapokal | Gesamt | Gesamt |
| Verein           | Liga            | Saison          | Spiele | Tore | Spiele | Tore   | Spiele    | Tore      | Spiele      | Tore        | Spiele | Tore   |
| ---------------- | --------------- | --------------- | ------ | ---- | ------ | ------ | --------- | --------- | ----------- | ----------- | ------ | ------ |
| FC Southampton   | First Division  | 1987/88         | 5      | 3    | -      | -      | -         | -         | -           | -           | 5      | 3      |
| FC Southampton   | First Division  | 1988/89         | 10     | 0    | -      | -      | -         | -         | -           | -           | 10     | 0      |
| FC Southampton   | First Division  | 1989/90         | 26     | 3    | 3      | 0      | 6         | 2         | -           | -           | 35     | 5      |
| FC Southampton   | First Division  | 1990/91         | 36     | 4    | 4      | 2      | 6         | 6         | -           | -           | 46     | 12     |
| FC Southampton   | First Division  | 1991/92         | 41     | 13   | 7      | 2      | 6         | 3         | -           | -           | 54     | 18     |
| Gesamt           | Gesamt          | Gesamt          | 118    | 23   | 14     | 4      | 18        | 11        | -           | -           | 150    | 38     |
| Blackburn Rovers | Premier League  | 1992/93         | 21     | 16   | -      | -      | 5         | 6         | -           | -           | 26     | 22     |
| Blackburn Rovers | Premier League  | 1993/94         | 40     | 31   | 4      | 2      | 4         | 1         | -           | -           | 48     | 34     |
| Blackburn Rovers | Premier League  | 1994/95         | 42     | 34   | 2      | 0      | 3         | 2         | 2           | 1           | 49     | 37     |
| Blackburn Rovers | Premier League  | 1995/96         | 35     | 31   | 2      | 0      | 4         | 5         | 6           | 1           | 47     | 37     |
| Gesamt           | Gesamt          | Gesamt          | 138    | 112  | 8      | 2      | 16        | 14        | 8           | 2           | 170    | 130    |
| Newcastle United | Premier League  | 1996/97         | 31     | 25   | 3      | 1      | 1         | 1         | 4           | 1           | 39     | 28     |
| Newcastle United | Premier League  | 1997/98         | 17     | 2    | 6      | 5      | -         | -         | -           | -           | 23     | 7      |
| Newcastle United | Premier League  | 1998/99         | 30     | 14   | 6      | 5      | 2         | 1         | 2           | 1           | 40     | 21     |
| Newcastle United | Premier League  | 1999/00         | 37     | 23   | 6      | 5      | 1         | 0         | 6           | 2           | 50     | 30     |
| Newcastle United | Premier League  | 2000/01         | 19     | 5    | -      | -      | 4         | 2         | -           | -           | 23     | 7      |
| Newcastle United | Premier League  | 2001/02         | 37     | 23   | 5      | 2      | 4         | 2         | -           | -           | 46     | 27     |
| Newcastle United | Premier League  | 2002/03         | 35     | 17   | 1      | 1      | -         | -         | 12          | 7           | 48     | 25     |
| Newcastle United | Premier League  | 2003/04         | 37     | 22   | 2      | 0      | 1         | 0         | 12          | 6           | 52     | 28     |
| Newcastle United | Premier League  | 2004/05         | 28     | 7    | 4      | 1      | 1         | 0         | 9           | 11          | 42     | 19     |
| Newcastle United | Premier League  | 2005/06         | 32     | 10   | 3      | 1      | 2         | 1         | 4           | 2           | 41     | 14     |
| Gesamt           | Gesamt          | Gesamt          | 303    | 148  | 36     | 21     | 16        | 7         | 49          | 30          | 404    | 206    |
| Karriere Gesamt  | Karriere Gesamt | Karriere Gesamt | 559    | 283  | 58     | 27     | 50        | 32        | 57          | 32          | 724    | 374    |